# کاستل د کابرا
کاستل د کابرا (به اسپانیایی: Castel de Cabra) یک شهرستان در اسپانیا است که در استان تروئل واقع شده‌است.

## خصوصیات
کاستل د کابرا ۲۹ کیلومترمربع مساحت و ۱۴۹ نفر جمعیت دارد.